# Kapstokartikel
Een kapstokartikel is een artikel in de wet, waarmee onwenselijke gedragingen, die niet in een ander artikel strafbaar zijn gesteld, alsnog strafbaar worden.
Het woord kapstokartikel wordt vaak gebruikt met betrekking tot artikel 5 van de Wegenverkeerswet 1994. Dit artikel luidt:

Het is een ieder verboden zich zodanig te gedragen dat gevaar op de weg wordt veroorzaakt of kan worden veroorzaakt of dat het verkeer op de weg wordt gehinderd of kan worden gehinderd.

Naast roekeloos rijgedrag kunnen hieronder ook gedragingen vallen van personen die niet aan het verkeer deelnemen.